# Joan Vinuesa Baliu
Joan Vinuesa Baliu (Barcelona, 1952) és un poeta, pintor i músic català. És un dels pioners dels recitals de poesia contracultural a la ciutat de Barcelona.

## Biografia
Va néixer al carrer Eusebi Plana del barri de Sants de Barcelona. Durant la seva joventut, als anys 70, va fer diferents viatges a espais de peregrinació contraculturals del moment com Katmandú, Goa o Cusco. En un d'aquests viatges a la selva del Perú i Bolívia, l'any 1984, és on decideix que es vol dedicar a la vida artística.
Vinculat a l'escena poètica contracultural catalana, afirma que mai ha presentat la seva obra a cap premi. El 1984 es converteix en un dels habituals del grup poètic dadaista O Així fent de presentador dels recitals de poesia contracultural que impulsaven Enric Casasses i Jordi Pope al bar La Figuera del barri de Gràcia de Barcelona. El 1989 va ser un dels fundadors de les publicacions poètiques la Sopa Negra amb Prudenci Reguant, Jordi Romea, Mercè García, Neus Dalmau i Fernando U i forma part de col·lectius com Sonda Expressiva de l'Animadèria o Hadramawts.
Publica els seus primers llibres de forma artesanal primer amb El crit de l'òliba i després amb Llibrets de la Sopa Negra. El 2008 publica amb LaBreu Edicions Alè per un drac. El 2012 s'hi suma El corn del sègol publicat per El Pont del Petroli. El 2016 retorna als llibres artesanals per editar La utopia de les paraules on acompanya els seus poemes amb il·lustracions de Lina Giralt. El 2019 publica La sardana dels dimonis amb La Garúa. La seva obra poètica combina aspectes biogràfics i ideològics amb una marcada vessant espiritual.
Ha publicat, també, dos treballs discogràfics, Joan Vinuesa i Cançonotes.

## Obra publicada
- 1991 El camí del Llamp (El crit de l'òliba)
- 1995 Feristela de bec i les falòrnies del radi (El crit de l'òliba)
- 1997 El tercer llibre (Llibrets de la Sopa Negra)
- 2001 L'arrel quadrada de Déu (Llibrets de la Sopa Negra)
- 2003 El llom del sol (Llibrets de la Sopa Negra)
- 2008 Alè per un drac (LaBreu Edicions)
- 2012 El corn del sègol (El Pont del Petroli)
- 2016 La utopia de les paraules (Llibrets de la Sopa Negra)
- 2019 La sardana dels dimonis (La Garúa)